# Regentag
Ein Regentag ist ein Tag mit einer 24-stündigen gemessenen Regenhöhe ≥ 0,1 mm (0,1 l/m²).
Der Ort, der weltweit die meisten Regentage pro Jahr hat, ist der Vulkan Waiʻaleʻale auf der Insel Kauaʻi (Hawaii). Durchschnittlich gibt es hier, je nach Angaben, 335 bzw. über 350 Regentage pro Jahr. Für Campbell Island werden 325 Regentage jährlich gezählt.